# Henry Lindblom
Nils Henry Lindblom, född 23 februari 1920 i Stockholm, död 7 juni 1980 på Lidingö, var en svensk sångare, skådespelare och TV-man. 
Lindblom utbildade sig i sång och dans i USA under ett år och engagerades vid hemkomsten i Karl Gerhards revy. Tillsammans med Lisbeth Bodin och Margareta Lindroth medverkade han i radioprogrammet Den amerikanska visboken där amerikanska visor som fått svensk text framfördes. Han filmdebuterade i Börje Larssons Får jag lov, magistern! 1947.
Henry Lindblom är begravd på Södertälje kyrkogård.

## Filmografi
- 1947 – Får jag lov, magistern!
- 1954 – Ung man söker sällskap
- 1955 – Blockerat spår
- 1956 – Främlingen från skyn
- 1962 – Handen på hjärtat
- 1967 – Gumman som blev liten som en tesked (TV-serie)
- 1972 – Firmafesten
- 1978 – Lyftet

## Teater

### Roller
| År   | Roll | Produktion                           | Regi          | Teater                        |
| ---- | ---- | ------------------------------------ | ------------- | ----------------------------- |
| 1956 |      | Kärlek och guldfeber Gideon Wahlberg | Gösta Jonsson | Vanadislundens friluftsteater |
| 1957 |      | Kärlek och guldfeber Gideon Wahlberg | Gösta Jonsson | Vanadislundens friluftsteater |